# ماروین (ربات)
ماروین (به انگلیسی: Marvin)، روبات انسان‌واره، ناامید، افسرده و در خود فرو رفته که یکی از شخصیت‌های مجموعهٔ راهنمای مسافران مجانی کهکشان به قلم داگلاس آدامز است.
ماروین روبات کشتی فضایی قلب طلا، ساخت شرکت فرمانشی شعرای یمانی و نمونه‌ای موفق از فناوری شخصیت واقعی افراد است. ماروین مغزی به بزرگی یک سیاره دارد، که به ندرت امکان استفاده از آن را پیدا می‌کند. در عوض به عنوان مثال میلیون‌ها سال به کار پارک کشتی‌های فضایی در رستورانی خاص گمارده می‌شود، یا دست خالی باید جلوی یک دستگاه جنگی با پیشرفته‌ترین تجهیزات نظامی بایستد.
ماروین ادعا دارد پنجاه هزار مرتبه باهوش‌تر از یک انسان است و به دلیل مأموریت‌های سفر در زمان، او سی و هفت مرتبه پیرتر از خود دنیا است و تمام قطعات سازنده او حداقل پنجاه بار عوض شده‌اند، به جز دیودهای سمت چپ او، که دردی همیشگی در آنها حس می‌کند.